# Vamos a Buscar La Luz
Vamos a Buscar La Luz é uma canção de heavy-metal da banda Aeroblus, que foi lançada como a primeira faixa do álbum Aeroblus, de 1977. 
Em 2011, ela foi eleita pela revista Roadie Crew, como um dos 200 Verdadeiros Hinos do Heavy Metal e Classic Rock Que Você Tem Que Ouvir Antes de Morrer, figurando na 184a posição.

## Créditos Musicais
- Pappo: vocais e guitarra
- Alejandro Medina: baixo e back-vocal
- Rolando Castello Júnior: bateria e percussão